# Aleksander Kraushar

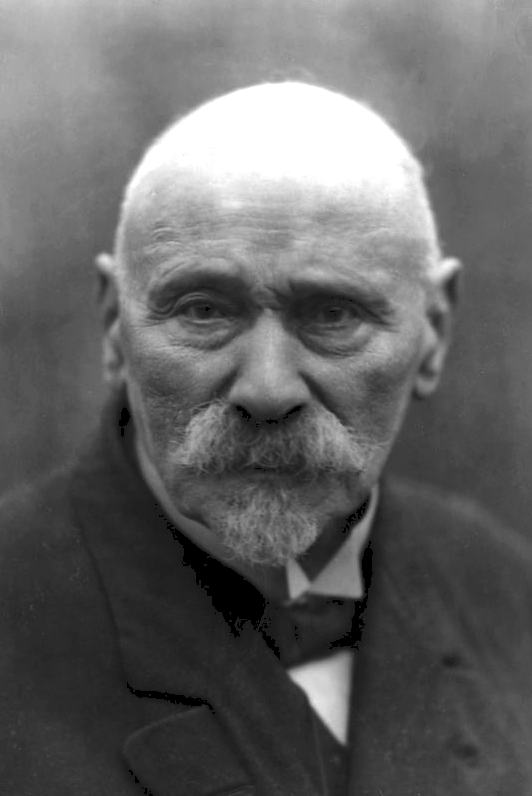
Aleksander Kraushar

Aleksander Kraushar, auch bekannt als Alkar (* 17. Januar 1843 in Warschau, Kongresspolen; † 11. Dezember 1931 in Warschau, Republik Polen), war ein polnischer Advokat, Historiker, Publizist, Schriftsteller, ein Aktivist für Kultur und Bildung jüdischer Herkunft. Er war der Vater der polnischen Schriftstellerin Zuzanna Rabska.

## Biografie
Aleksander Kraushar wuchs als Sohn einer jüdischen Familie auf, sein Vater war Herman Kraushar und seine Mutter Idalia Kraushar (geb. Apt).
Sein Studium beendete er 1867. Nach dem Ausbruch des Januaraufstands war er bei der geheimen Presse tätig. Er bearbeitete die Rubrik Wiadomości z pola bitwy (Nachrichten zum Polnischen Kampf) im halbamtlichen Organ Nationaler Rat des Januaraufstands und gab dort die geheime Zeitung Prawda heraus. Nach dem Studium übte er den Beruf des Advokaten aus. Während seines Studiums in- und ausländischer Archive veröffentlichte er viele Werke zur Geschichte Polens einschließlich der Geschichte der Juden in Osteuropa, über das Leben zahlreicher, historischer Persönlichkeiten. Er veröffentlichte Hunderte wissenschaftlicher Arbeiten, darunter viele über die Stadt Warschau. Er war Mitbegründer der polnischen Gesellschaft der Freunde der Geschichte (Towarzystwo Miłośników Historii).
Nach Fertigstellung seiner Arbeit zum bekannten Buch Frank i frankiści polscy 1726–1816 über Jakob Frank und den Frankismus im Jahre 1895 war ihm klar, dass Jüdischsein und Polnischsein sich nicht verbinden lässt. Kraushar konvertierte daraufhin zum römisch-katholischen Christentum.

## Werk
In seinen ersten Gedichten schrieb er über das Unglück der Juden. Im Jahr 1861 gab er ein Buchband Listki (Briefe) heraus, der u. a. das Gedicht Handel! Handel! enthält.
In seinen historisch-publizistischen Werken widmete er sich in erster Linie dem Zeitraum 1800–1830. Als sein bedeutendstes Werk wird seine Monografie Towarzystwo Warszawskie Przyjaciół Nauk 1800–1832 gesehen.

### Werke (Auswahl)
- Czary na dworze Batorego

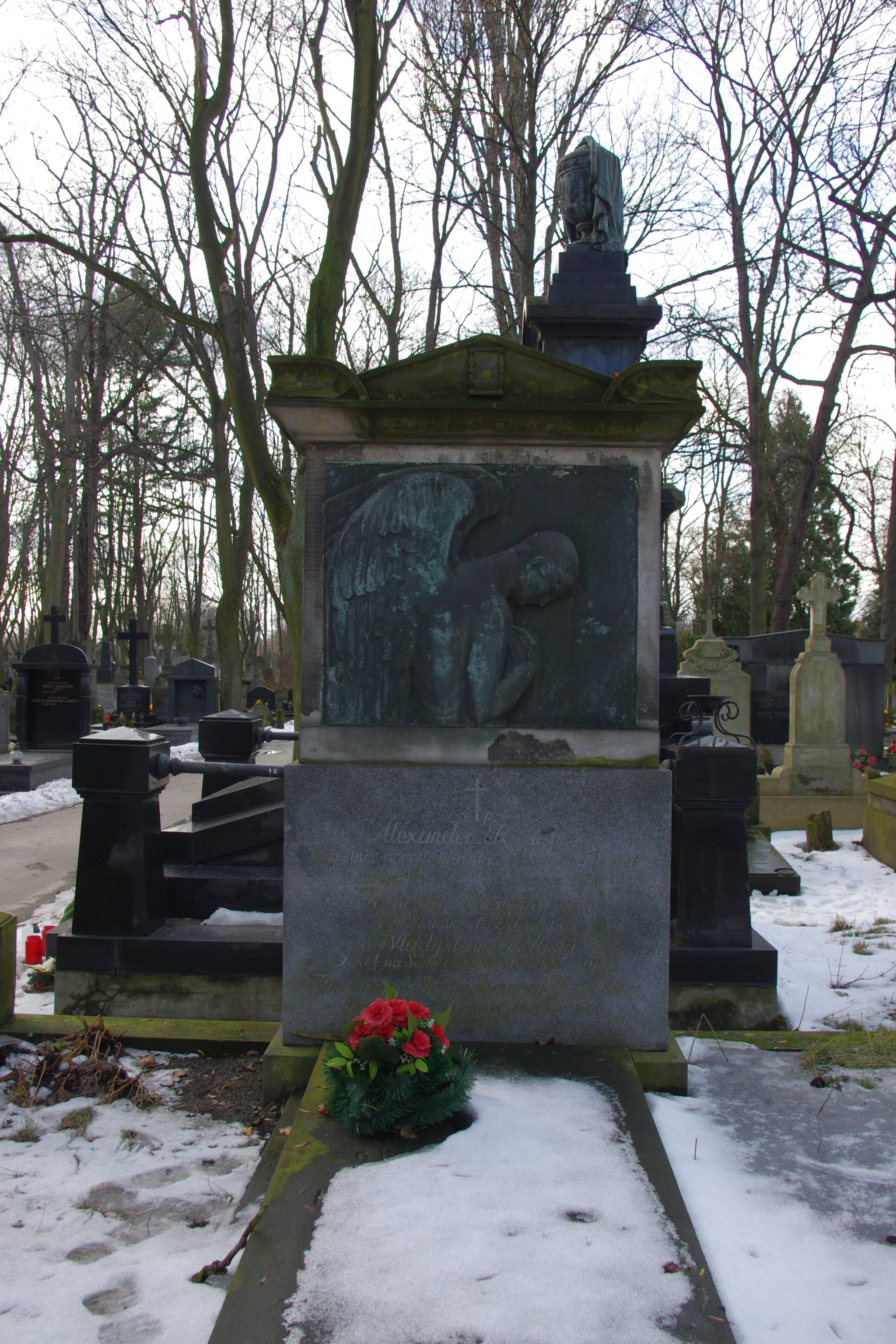
Aleksander Kraushars Grab auf dem Powązkowski-Friedhof in Warschau

- Ksi Repnin i Polska w pierwszem czteroleciu panowania Stanisawa Augusta, 1764–1768
- Neo-cyganerya warszawska : wspomnienia o ludziach i rzeczach literackich z niedawnej przeszlosci, 1780–1880
- Strofy (Kraków 1890),
- Drobiazgi historyczne (t. 1-2 1891–1892)
- Frank i frankiści polscy 1726–1816. Historische Monografie, 2 Bde., Kraków 1895
- Bourboni na wygnaniu w Mitawie i Warszawie. Historische Skizze 1798–1805, 1899
- Obrazy i wizerunki historyczne (1906),
- Okruchy przeszłości (1913),
- Miscellanea Hist. (1-73 1903–1920),
- Kartki z pamiętnika Alkara (t. 1-2 1910–1913),
- Salony i zebrania literackie warszawskie na schyłku w. XVIII i w ubiegłym stuleciu (1916),
- tzw. drugi pamiętnik J. Kilińskiego,
- pamiętnik Niemcewicza z lat Księstwa Warszawskiego,
- dziennik podróży F. K. Bohusza (przypisując go mylnie St. Staszicowi).
- Sprawy krzyżackie w Polsce, według dyplomatów archiwalnych: 1226–1421, Wyd. Gebethner i Wolff, Warszawa 1911.